# Konrad Domke
Konrad Domke (ur. 2 maja 1950, zm. 30 maja 2015) – polski elektrotechnik, prof. dr hab. inż., specjalista w zakresie elektrotermii, termokinetyki, informatyki stosowanej i techniki świetlnej.
Był profesorem i wieloletnim kierownikiem Zakładu Techniki Świetlnej i Elektrotermii Instytut Elektrotechniki i Elektroniki Przemysłowej Wydziału Elektrycznego Politechniki Poznańskiej. Piastował funkcję członka Rady Wydziału, a w latach 2005-2008 prodziekana ds. kształcenia Wydziału Elektrycznego Politechniki Poznańskiej.
Został pochowany na cmentarzu Miłostowo w Poznaniu. 